# Phyllodromica euxina
Phyllodromica euxina es una especie de cucaracha del género Phyllodromica, familia Ectobiidae. Fue descrita científicamente por Bey-Bienko en 1950.
Habita en Crimea.